# Geminiraptor
Geminiraptor là một chi khủng long, được Senter Kirkland Bird & Bartlett mô tả khoa học năm 2010.